# Richmond Robins
Richmond Robins byl profesionální americký klub ledního hokeje, který sídlil v Richmondu ve státě Virginie.
V roce 1971 se tým Quebec Aces přestěhoval do Richmondu, Virginie, kde se přejmenoval na nový název Richmond Robins a hrál ligu AHL. Od založení působil jako farmářský tým Philadelphia Flyers v NHL a od roku 1974 působil dalšímu týmu Washington Capitals jako farmářský tým. Po jejích první sezóně v AHL nepostoupili do playoff a v následujících třech sezónách se probojovali do playoff do semifinále divize. V poslední sezóně odehráli svůj nejlepší výsledek kdy se probojovali do druhého kola playoff, kde prohráli s týmem Hershey Bears 1:4 na zápasy. Po sezóně 1975/76 se Philadelphia Flyers rozhodla rozpustit tým.

## Sezóna po sezóně
Zdroj: 
| Sezóna  | Liga | Divize  | Z  | V  | P  | PRO | Body | PV    | VG  | IG  | TM   | Trenér       | Výsledek          |
| 1971–72 | AHL  | Západní | 76 | 29 | 34 | 13  | 71   | 0.467 | 237 | 218 | 1288 | Eddie Bush   | Nepostoupili      |
| 1972–73 | AHL  | Západní | 76 | 30 | 36 | 10  | 70   | 0.461 | 272 | 280 | 1087 | Larry Wilson | Prohra v 1. kole  |
| 1973–74 | AHL  | Jižní   | 76 | 22 | 40 | 14  | 58   | 0.382 | 248 | 320 | 1234 | Larry Wilson | Prohra v 1. kole  |
| 1974–75 | AHL  | Jižní   | 75 | 29 | 39 | 7   | 65   | 0.433 | 261 | 293 | 1828 | Larry Wilson | Prohra v 1. kole  |
| 1975–76 | AHL  | Jižní   | 76 | 29 | 39 | 8   | 66   | 0.434 | 262 | 297 | 1479 | Larry Wilson | Prohra ve 2. kole |

Legenda: Z = Zápasy, V = Vítězství, P = Prohra, PRO= Prodloužení, PV = Průměr vítězství, VG = Vstřelené góly, IG = Inkasované góly, TM = Trestné minuty

## Klubové rekordy

### Za sezonu
Góly: 48, Danny Schock (1972-73)
Asistence: 48, Terry Murray (1975-76)
Body: 84, Danny Schock (1972-73)
Trestné minuty: 392, Dave Schultz (1971-72)

### Celkové
Odehrané zápasy: 229, Larry Wright
Góly: 95, Danny Schock
Asistence: 130, Rene Drolet
Body: 221, Rene Drolet
Trestné minuty: 500, Rene Drolet

### Nejlepší hráči v historii klubu
| Hráč             | Poz | Z   | G  | A   | B   | P/G   |
| Rene Drolet      | C   | 226 | 91 | 130 | 221 | 0.978 |
| Larry Wright     | C   | 229 | 82 | 97  | 179 | 0.782 |
| Danny Schock     | LK  | 202 | 95 | 81  | 176 | 0.871 |
| Larry Fullan     | U   | 147 | 41 | 99  | 140 | 0.952 |
| André Peloffy    | C   | 129 | 58 | 74  | 132 | 1.023 |
| Larry Keenan     | LK  | 126 | 40 | 61  | 101 | 0.802 |
| Serge Lajeunesse | O   | 198 | 46 | 52  | 98  | 0.495 |
| Al MacAdam       | PK  | 130 | 42 | 54  | 96  | 0.738 |
| Orest Kindrachuk | C   | 72  | 35 | 51  | 86  | 1.194 |
| Don McCulloch    | O   | 203 | 18 | 66  | 84  | 0.414 |

| Hráč             | Poz | G  |
| Danny Schock     | LK  | 95 |
| Rene Drolet      | C   | 91 |
| Larry Wright     | C   | 82 |
| André Peloffy    | C   | 58 |
| Serge Lajeunesse | O   | 46 |
| Al MacAdam       | C   | 42 |
| Larry Fullan     | U   | 41 |
| Bob Sirois       | PK  | 40 |
| Larry Keenan     | LK  | 40 |
| John Paddock     | PK  | 37 |

| Hráč             | Poz | A   |
| Rene Drolet      | C   | 130 |
| Larry Fullan     | U   | 99  |
| Larry Wright     | C   | 94  |
| Danny Schock     | LK  | 81  |
| André Peloffy    | C   | 74  |
| Don McCulloch    | O   | 66  |
| Larry Goodenough | O   | 62  |
| Larry Keenan     | O   | 61  |
| Al MacAdam       | PK  | 54  |
| Serge Lajeunesse | O   | 52  |

| Hráč             | Poz | TM  |
| Rene Drolet      | C   | 500 |
| Steve Short      | O   | 408 |
| Dave Schultz     | LK  | 392 |
| Steve Coates     | PK  | 309 |
| John Paddock     | PK  | 304 |
| Don McLean       | O   | 204 |
| Roger Pelletier  | O   | 204 |
| Serge Lajeunesse | C   | 196 |
| Frank Spring     | PK  | 182 |
| Willie Brossart  | O   | 164 |

### Individuální rekordy jednotlivých sezón
|    | Sezóna AHL | Branky v ZČ         | Asistence v ZČ   | Body v ZČ        |
| 1. | 1971/1972  | 31 Rene Drolet      | 35 Don Saleski   | 61 Rene Drolet   |
| 2. | 1972/1973  | 48 Danny Schock     | 53 Rene Drolet   | 87 Rene Drolet   |
| 3. | 1973/1974  | 28 Serge Lajeunesse | 47 Rene Drolet   | 73 Rene Drolet   |
| 4. | 1974/1975  | 29 André Peloffy    | 44 André Peloffy | 73 André Peloffy |
| 5. | 1975/1976  | 36 Wayne Schaab     | 57 Larry Fullan  | 75 Larry Fullan  |

## Cizinci, kteří nastoupili za Richmond Robins
* Cizinci jsou myšleni hráči nepocházející z Kanady a Spojených států amerických.

| Francouzi (1)                                                                |       |
| \| Hráč \| Poz. \| \| ------------- \| ----- \| \| André Peloffy \| Centr \| |       |
| Hráč                                                                         | Poz.  |
| André Peloffy                                                                | Centr |